# Великий восток Франции
Великий восток Франции (ВВФ) (фр. Grand Orient de France) — самая большая в Европе масонская организация либерального масонства.

## История

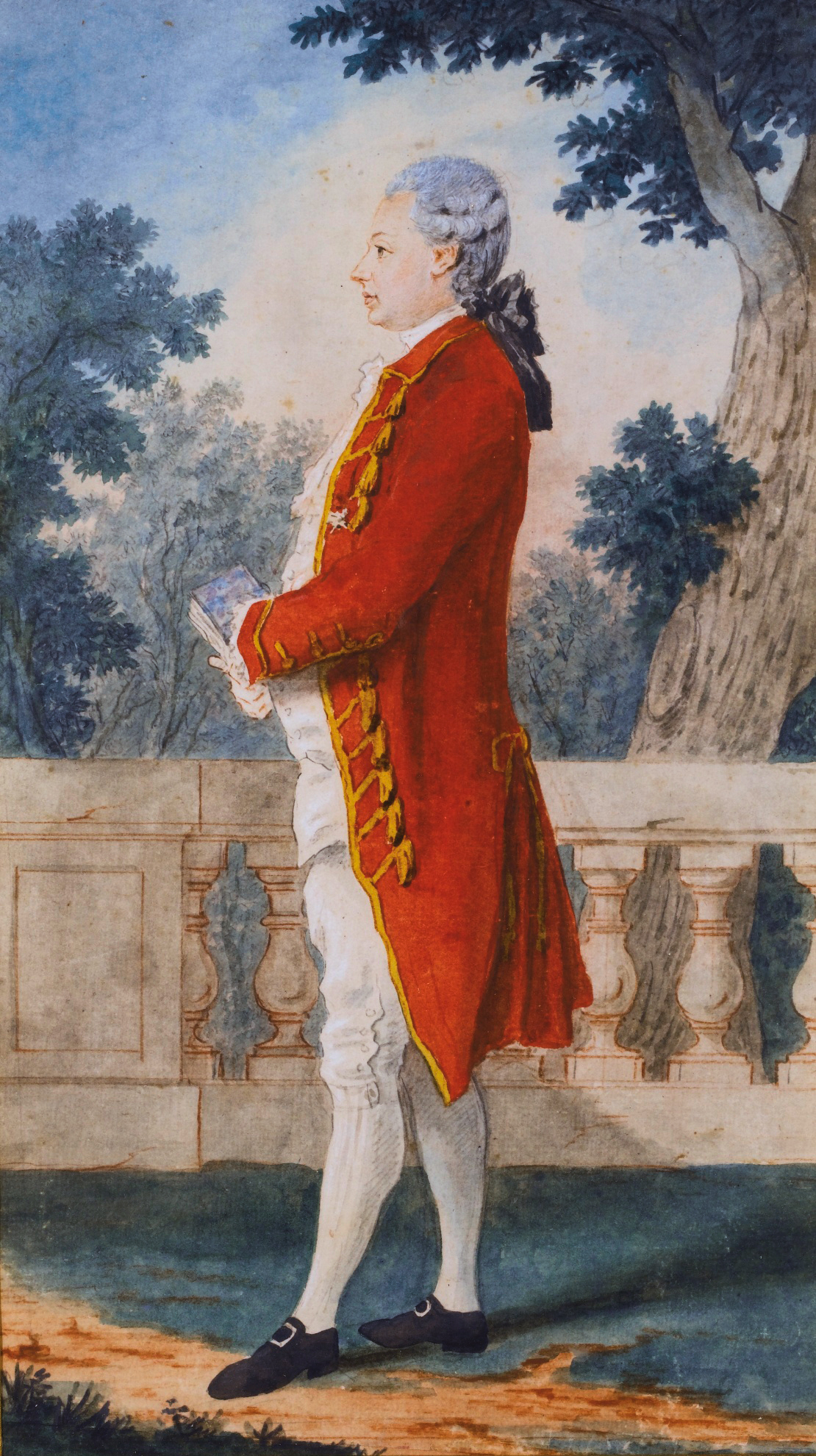
Анне Шарль Сигизмунд Монморанси-Люксембургский

Великий восток Франции был основан в 1773 году, после трансформации Великой ложи Франции, датой основания которой считают 24 июня 1738 года. Эта трансформация началась после 16 июня 1771 года, когда умер её последний великий мастер, Людовик I де Бурбон-Конде, граф Клермон-ан-Аргон.
Трансформация произошла после десятилетий раздоров и расколов, во время которых масонское развитие послушания стало причиной появления огромного количества дополнительных градусов, служивших, главным образом, для получения привилегий в гражданском обществе или гражданской должности, соответствующей масонскому титулу. Смерть графа Клермонтского равным образом положила конец власти его подчинённого, генерала Шайона де Жонвиля, и открыла дорогу герцогу Анне Шарлю Сигизмунду Монморанси-Люксембургскому к главному административному посту, который он и занял во время ассамблей 21 и 24 июня 1771 года. С этих пор завершился период расколов во французском масонстве и глава ордена начал избираться на ассамблеях, а не единолично назначаться волей великого мастера. Под управлением герцога сформировалось воистину национальное, многочисленное, централизованное послушание, которое впоследствии доверило должность великого мастера Луи-Филиппу Орлеанскому, торжественно инсталлированному 22 октября 1773 года. На тот момент должность великого мастера являлась почетной должностью, не требующей большого труда, что позволило герцогу Монморанси-Люксембургскому де факто остаться великим мастером воссозданной великой ложи. Воспользовавшись своим положением, он придал французскому масонству особые черты, которые сделали его отличным от других ветвей европейского масонства. Большинство этих особенностей в будущем сохранятся под сенью ВВФ.

### Создание Великого востока Франции
24 мая 1773 года генеральная ассамблея приняла первую главу новых статутов и решила создать Великий восток Франции. Эта ассамблея стала началом многих важных изменений, из которых самым важным стали выборы досточтимых мастеров лож, положив конец их несменяемости. Уточнялось, что «отныне великий восток признаёт досточтимым мастером ложи лишь мастера, возведённого на сию должность посредством вольного выбора членов ложи». Равным образом, первая глава узаконивала право представления великого востока «депутатами (символических) лож, как парижских, так и провинциальных» во время генеральных ассамблей, что стало первым примером проявления демократии на национальном уровне и лишило дополнительные градусы возможности влияния на дела послушания.
Последняя генеральная ассамблея «изначальной» Великой ложи Франции состоялась 2 октября 1773 года. Она утвердила на пост великого мастера Филиппа Орлеанского, который был инсталлирован на эту должность 22 октября 1773 года. В тот же день новый великий мастер утвердил начало работ «во имя свое» и «под эгидой Великого востока Франции», положив конец переходному периоду, длившемуся со смерти графа Клермонтского.
Большинство лож королевства в последующие годы присоединились к этой структуре, хотя в то же время одна бунтарская Великая ложа Клермонта, существовавшая по большей части в Париже, отрицавшая эволюционные изменения и продолжавшая практиковать назначение на должности, оставалась активной до мая 1799 года, когда оба послушания, весьма ослабленные французской революцией, наконец объединились.

### Французская революция

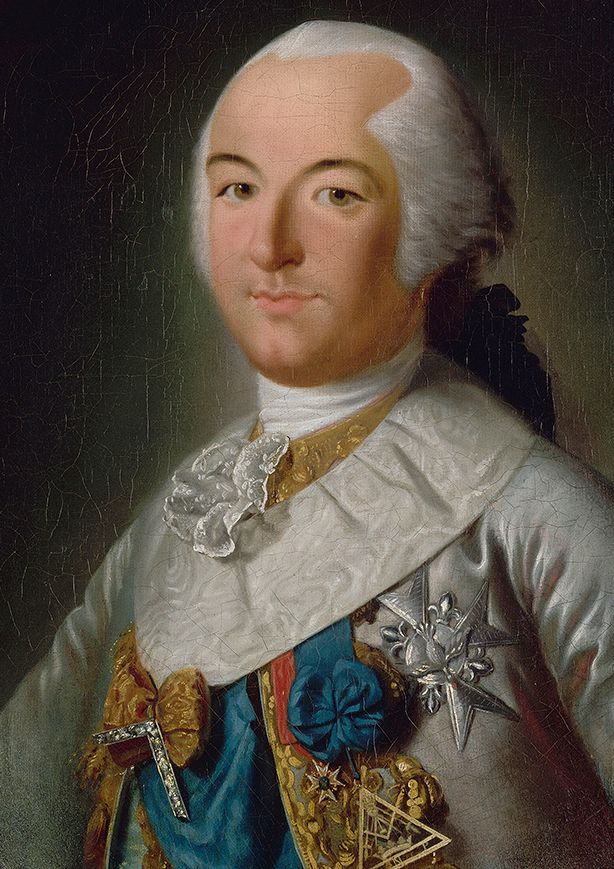
Филипп Орлеанский — Великий мастер Великого востока Франции

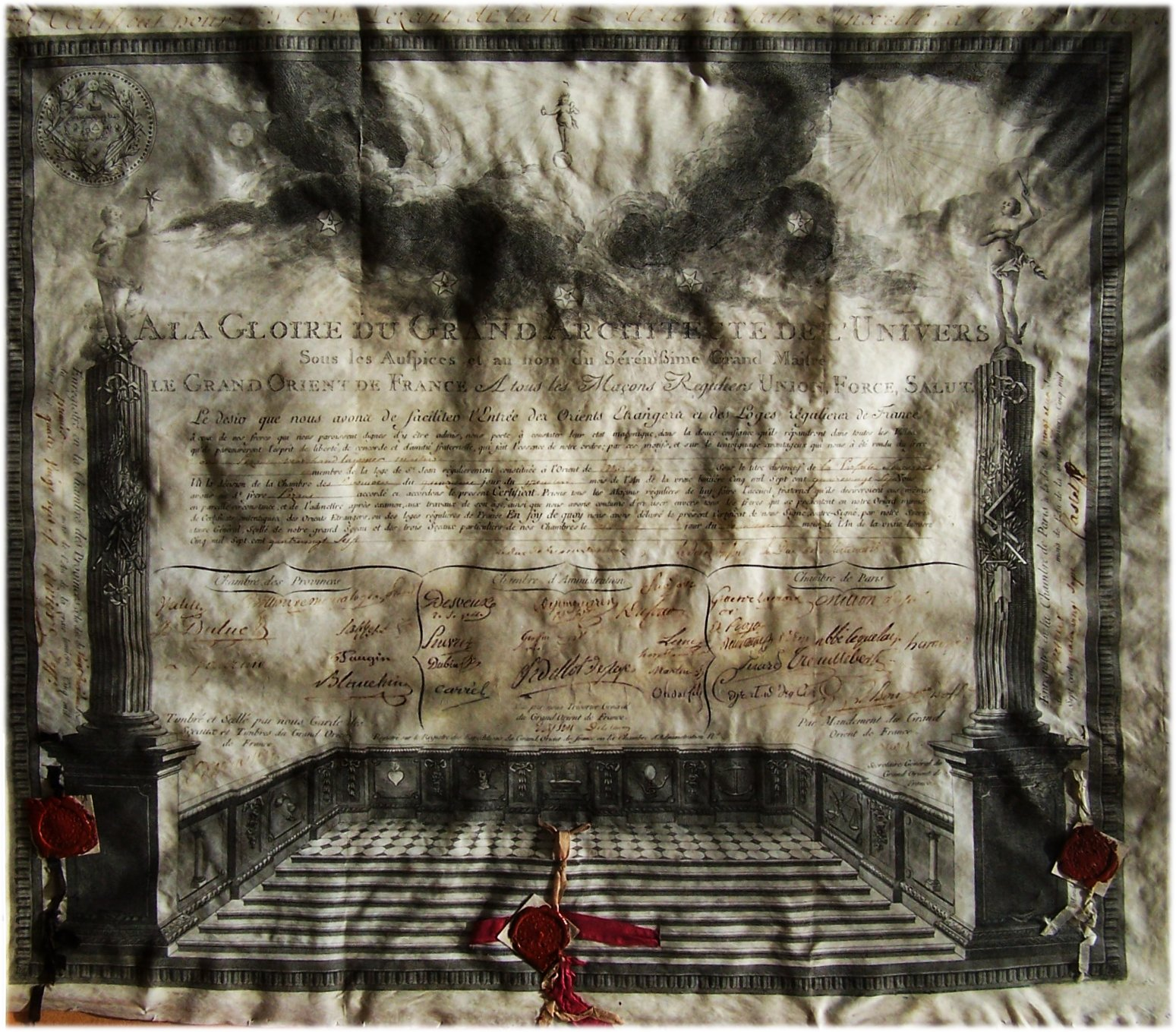
Диплом мастера-масона ВВФ (1787 год)

Ложа «Les Neuf Sœurs» имела особое положение в Великом востоке Франции. Она оказала сильное влияние на организацию французской поддержки американской революции, а затем внесла свой вклад в интеллектуальное брожение, которое предшествовало великой французской революции. Бенджамин Франклин был членом этой ложи, когда он служил в Париже.
Некоторые известные французские революционеры были масонами. Масонами были в том числе Вольтер, Маркиз де Кондорсе, Мирабо, Жорж Дантон, Герцог Орлеанский и Эбер.
Луи-Филипп I, лидер либеральной аристократии, был великим мастером Великого востока Франции во время Великой французской революции. В некоторых районах Франции якобинские клубы являлись продолжением масонских лож для старого режима и соответствовали истории, излагаемой Аленом Форрестером: 
«Ранние клубы, по сути, взяли себе как помещения, так и большую часть членов масонских лож, прежде чем погрузили себя в новые идиомы революции».
Католическая энциклопедия утверждает, что в 1746 году масонская книга «Франкмасонерия» предсказала программы французской революции и утверждала, что в ней цитируются документы Великого востока Франции, где масонство ставит себе в заслугу французские революции. Тем не менее Новая Католическая энциклопедия 1967 года утверждает, что современные историки видят роль масонства в Великой французской революции несколько преувеличенной.
Действительно, часто считается, что масоны занимались активной подготовкой революции 1789 года. Распространение просветительской философии и подготовка революции — эти обвинения были вынесены масонству множеством контрреволюционеров, считавших революцию результатом масонского заговора. Правда же состоит в том, что во время революции масоны находились с обеих сторон баррикад. Так, герцог Люксембургский, основатель Великого востока Франции, «первый христианский барон», возглавлял орден дворянства Генеральных штатов 1789 года и был вынужден эмигрировать 15 июля 1789 года. Дижонская аристократическая ложа «Согласие» самораспустилась в августе 1789 года. Астроном Лаланд, офицер великого востока и «старейшина атеистов», как его называли друзья, оставался приверженцем монархии.
Из-за активного функционирования в предреволюционные годы, ложи приобрели определённую независимость от государства и церкви, что, вероятно, привело к появлению новых устремлений. Среди активных масонов революционного периода можно назвать Мирабо, Кутона, Лафайета, Ля Руэри, Шодерло де Лакло и Руже де Лиль, написавшего государственный гимн «Марсельеза».
5 января 1792 года великий восток публично поддержал революцию, хотя это и не означало поддержку этого важнейшего политического, институционального и социального события в истории Франции всеми его членами. Во время эпохи террора Великий восток Франции прервал свою деятельность в период с 1793 по 1796 год и лишь небольшое количество его мастерских продолжали свои труды. В феврале 1793 года архивы великого востока нашли убежище у Александра Луи Ротье де Монтало. В том же месяце, великий мастер Филипп Орлеанский официально отрёкся от масонства. Должность великого мастера оставалась вакантной до 1795 года, когда Ротье де Монтало занял её, получив титул «великий досточтимый». Под его началом состоялось объединение Великой ложи Клермона и Великого востока Франции. Конкордат об интеграции был подписан 10 июня 1799 года и он позволили великому востоку объявить себя «одним единственным французским преемником Великой ложи Англии».

### В XIX веке

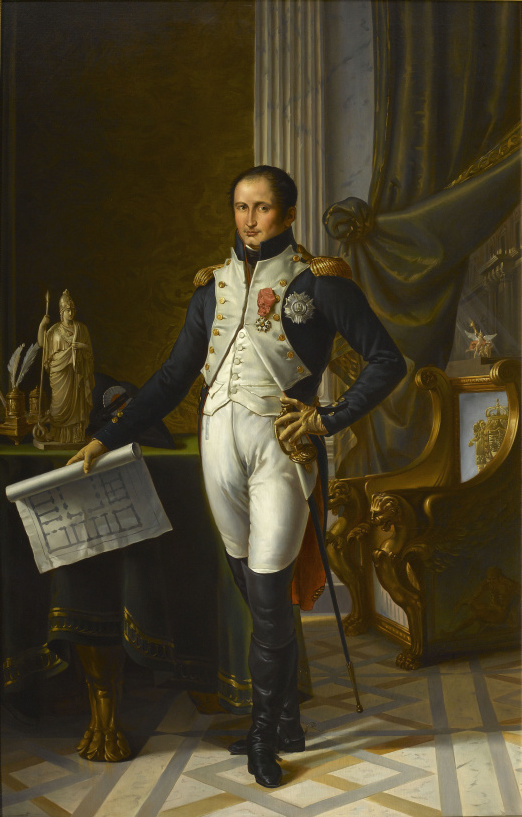
Жозеф Бонапарт, 1808 год.

После переворота Бонапарта, произошедшего 18 брюмера, под эгидой Первой Империи, французское масонство переживало важный период активного развития, количество лож увеличивалось. Причиной тому была протекция Бонапарта, который понимал всю выгоду, которую можно извлечь из лояльного масонства. По этой причине, он наполнил масонство своими доверенными лицами. Великий восток принял к себе людей, близких к власти. Брат императора, Жозеф Бонапарт, стал его великим мастером, а его заместителями являлись Мюрат и Камбасерес. Защищенное политическим режимом, масонство продолжало распространять в Европе философские ценности эпохи Просвещения. Великий восток был наводнен всеми кто был как-то связан с политикой: семьёй Бонапарта, маршалами, генералами, министрами и членами правительства. За десять лет, к 1814 году, количество лож увеличилось с 300 до 1220.
Свержение Наполеона и падение империи повлияло на масонство. Обвинённое Огюстеном Баррюэлем в подготовке революции, атакованное новым духовенством, сторонниками ультрамонтантства, оно предпочло погрузиться в сон в большинстве стран Священного союза. Тем не менее во Франции великий восток остался действующей организацией, проявив оппортунизм, поскольку его защищали люди, близкие к монарху, Людовику XVIII, такие как герцог Тарентский или герцог Деказ. Тем не менее великий восток остался послушанием, подчиненным режиму и ему было запрещено вести в своих ложах дебаты на политические и религиозные темы.
24 февраля 1848 года приход к власти Второй республики приветствовался в ложах «залпом ликования». Делегация великого востока была принята в парижском Отель-де-Виль членами временного правительства, и на этой встрече были приняты первые решения социального характера, отвечающие ожиданиям членов великого востока. В декабре 1849 года принц Наполеон стал президентом Республики и монархисты победили на парламентских выборах. В этом же году великий восток определил своё масонство, как «движение, по большей части, филантропическое, философское и прогрессивное» и взял себе девиз Республики: «Свобода, равенство, братство». Масонство показало себя сторонником прогресса, но ему по-прежнему не доверяли в обществе и как до, так и после государственного переворота 2 декабря 1851 года многие ложи были закрыты.

#### Вторая империя

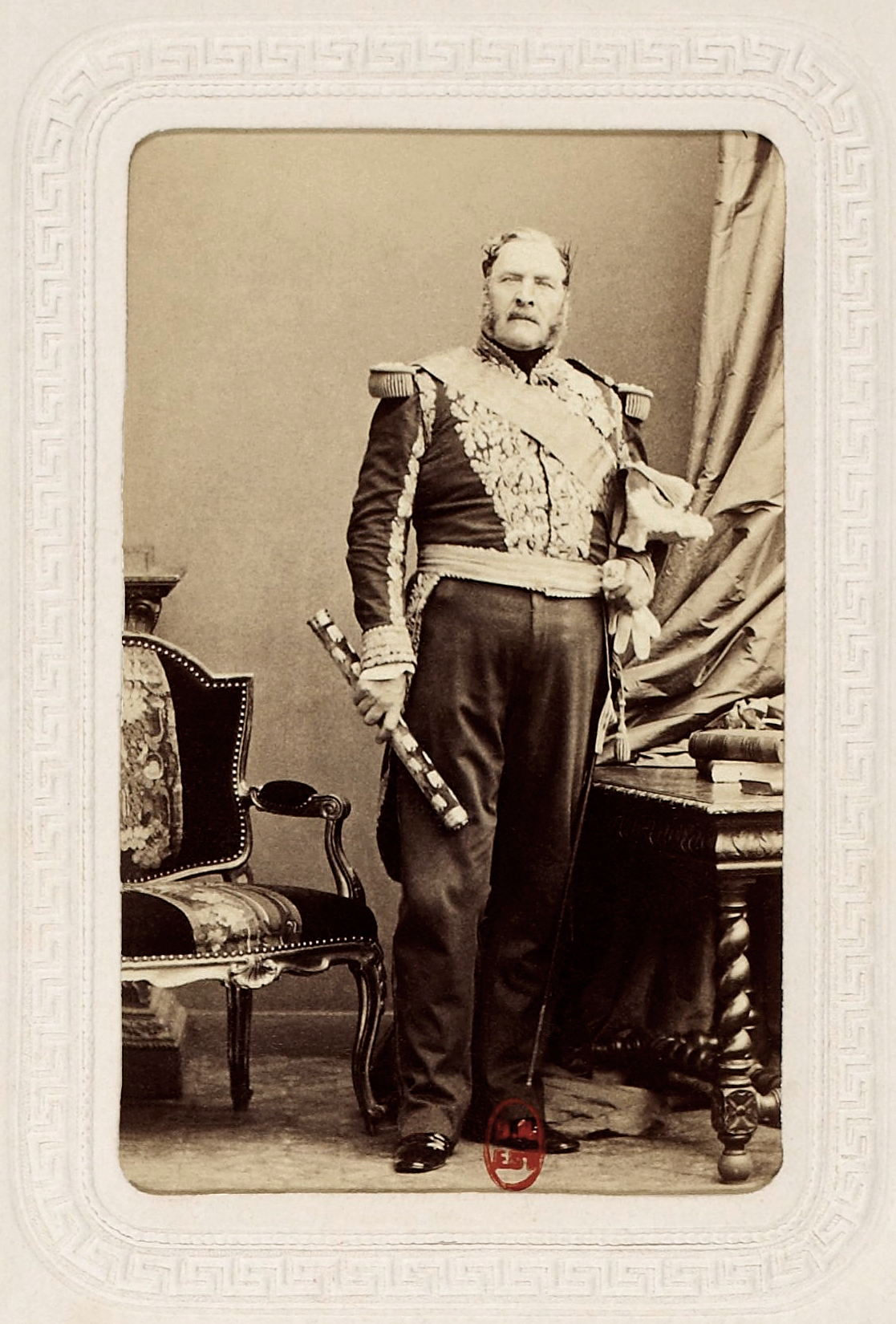
Бернар Пьер Маньян

Наполеон III подчинил французское масонство своей власти, поставив во главе ВВФ сначала принца Люсьена Мюрата, а затем маршала Маньяна, чтобы пресечь любые намёки на противостояние действующей власти. На тот момент Маньян не был масоном, он был посвящён в вольные каменщики и принят в 33 градус в течение двух дней. Во время «авторитарного» периода Второй империи (1852—1860) имперская власть установила в послушании строгие идеологические рамки, необходимые для его контроля. Власть опасалась влиятельности ВВФ, и, при этом, хотела использовать его в качестве рычага влияния.
Во время «либерального» периода Второй империи (1860—1870) ВВФ получил самостоятельность под началом преемника маршала Маньяна, нового великого мастера, генерала Меллине, который занял эту должность в результате выборов. В то же время, новое поколение масонов, вступивших в ложи, в большинстве своем придерживалось республиканских взглядов и философии позитивизма. Желая сделать масонство более деятельным, ложи стали объединениями мыслителей. Упоминания Бога стали считаться нанесением ущерба принципу свободы совести.

#### Третья республика
В марте 1871 года, в бунтующем Париже, одна часть масонства, состоящая из пролетариев и революционеров немедленно примкнула к Коммуне, а другая — республиканские и умеренные буржуа — к сторонникам Версаля. Несколько раз парижские ложи пытались добиться перемирия и прекращения огня, контактируя с версальскими масонами, однако они получили отказ, впоследствии озвученный Адольфом Тьером. Тогда масонские штандарты были вывешены на баррикадах, что символизировало приверженность масонов парижской коммуне. Коммуна была разгромлена и многие масоны пали под версальскими пушками. С 1872 года до победы республиканцев на выборах 1877 года, масонство обвинялось в участии в Коммуне, оно снова потеряло доверие в обществе и его ложи были закрыты согласно указу о морали.
В 1877 году по инициативе кальвинистского священника Фредерика Десмона в конституции ВВФ была упразднена ландмарка о вере в Высшую Сущность (Бога), что позволило ОВЛА и связанным с ней ложам рассматривать данное решение ВВФ как нарушение и попытку отхода от регулярных основ масонства. Великий восток удалил из своей конституции фразу: «Основной принцип масонства — вера в существование Бога и бессмертие души», провозгласив вместо этого «абсолютную свободу совести». Инвокации великого архитектора вселенной во время работ ложи стали необязательными и великий восток стал родоначальником так называемого «либерального» или «адогматичного» масонства.
По поводу ландмарки о вере в Бога, Десмон, обращаясь к представителям лож, говорит о формулировке 1 статьи Конституции ВВФ 1849 года, которая войдет в историю и получит горячую поддержку большинства досточтимых мастеров лож ВВФ. В частности, он неоднократно говорил:

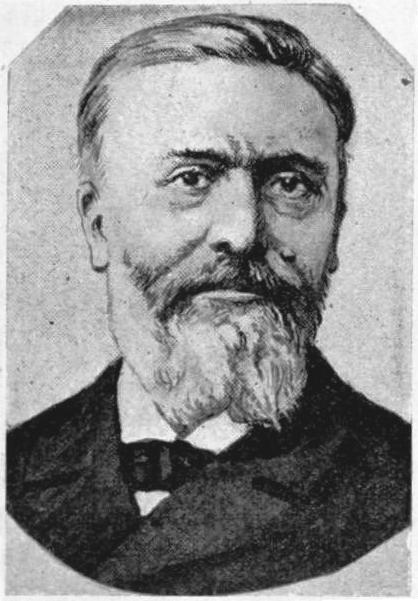
Фредерик Десмон

"(…) Мы просим удаления этой формулы, потому что она ставит в неловкое положение досточтимых мастеров и ложи, а также это не менее важно для многих профанов, воодушевленных искренним желанием стать частью нашего большого и благородного общества, которое они, по праву, представляют себе как большую и прогрессивную организацию. Но их неожиданно останавливает этот догматический барьер, который им не позволяет пересечь их совесть.
Мы требуем отмены этой формулы, потому что она кажется совершенно ненужной и чуждой цели масонства. — Если учёное сообщество собирается для рассмотрения научного вопроса, должно ли оно использовать в качестве основы своих законов богословские формулы? — Не должно, не так ли? — Они изучают науку независимо от любой догматической или религиозной идеи. — Не относится ли то же самое к масонству? Разве недостаточно ему собственного обширного поля деятельности, чтобы ступать на землю, которая ему не принадлежит?
Нет. Оставьте богословам обсуждение догм. Пусть авторитарные церкви формулируют догмы в своих проповедях. — Пусть масонство остаётся тем, чем оно должно быть, то есть организацией, открытой для прогресса, для всех нравственных и возвышенных идей, для всех широких и либеральных стремлений (…) "
Именно это решение и стало причиной раскола между ВВФ (и лож, следующих за ним) и остальным масонством. Этот раскол в масонстве продолжается по сей день. Члены ВВФ утверждали, что определение является двусмысленным, что Конституции Андерсона являются его личной подборкой и интерпретацией исторических ландмарок, и что изменения в их трактовке и соблюдении происходили как до, так и после заявления ВВФ.
В 1877 году 12 лож вышли из ВВФ в знак протеста и сформировали Великую шотландскую символическую ложу, из которой впоследствии образовались Международный смешанный масонский орден «Право человека» (1893) и Великая ложа Франции (1894).
В эпоху Третьей республики, ВВФ был вовлечён в политическую борьбу того времени и имел отношение к созданию нескольких организаций, таких как, например, Лига прав человека, организации взаимопомощи и лечения, рабочие кооперативы, народные университеты, светское и обязательное народное образование, светские клубы. Он выступал против закона Фаллу, Конкордата, а также за «Закон о разделении церкви и государства». В конце XIX века великий восток стал значительной политической силой, приверженной левому лагерю, хотя в его состав входили и масоны с умеренными политическими взглядами, и радикалы, и социалисты различных направлений и несколько анархистов. Все они противодействовали одним и тем же противникам: клерикалам, монархистам и, в особенности, националистам и антисемитам. Став центром сосредоточения республиканцев, ВВФ сыграл важную роль в учреждении Радикальной республиканской партии. В 1877 году около ста масонов победили в выборах от этой партии и заняли места депутатов и сенаторов.

### В XX веке

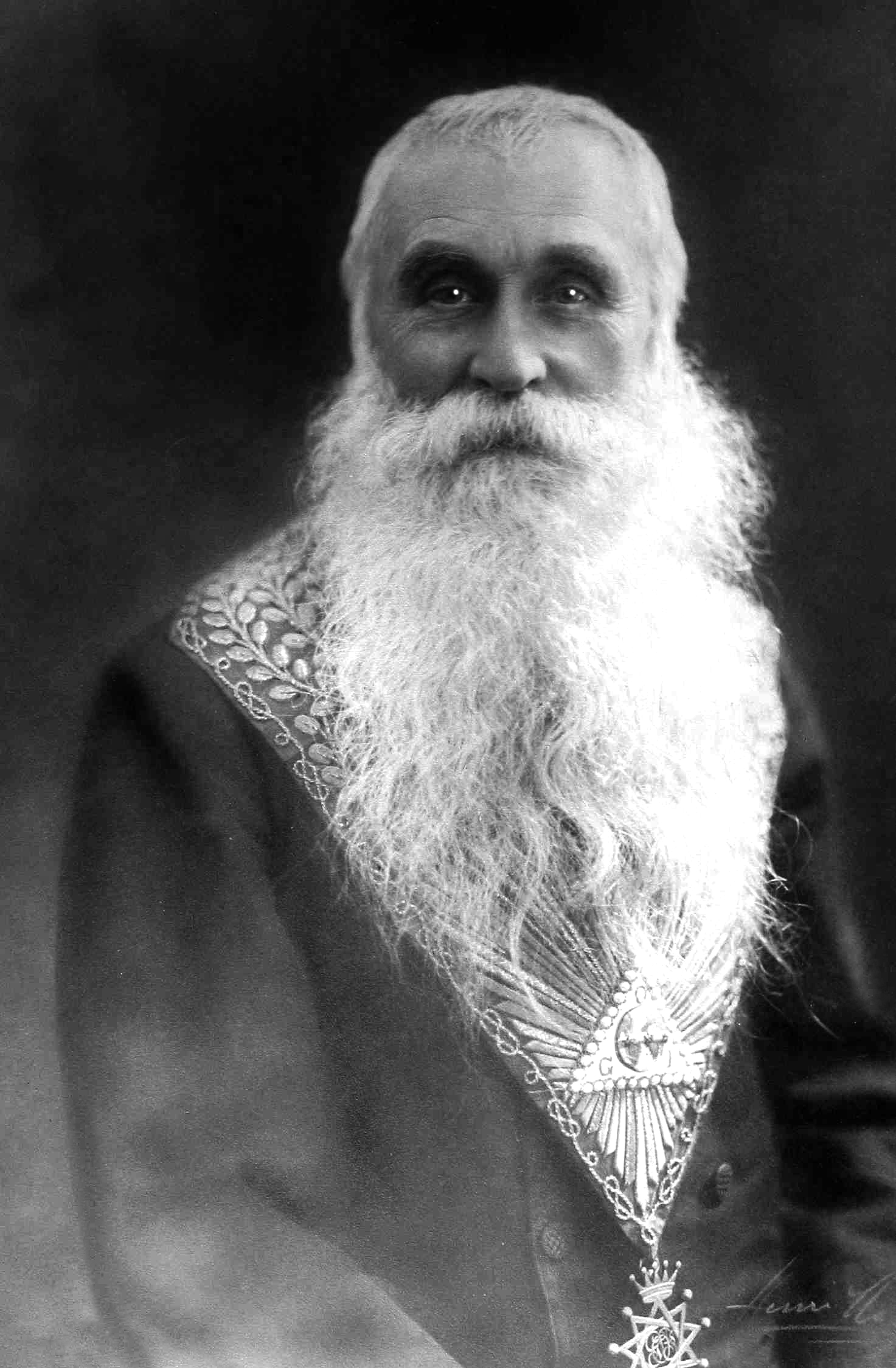
Артур Грусье

Голосование за закон 1901 года, поддержанное и внесённое в парламент братом Грусье, победа блока левых в 1902 году и приход к власти министерства, возглавляемого братом Эмилем Комбом, привело к отделению церкви от государства. Это создало очень конфликтную атмосферу между светской и клерикальной Францией, а также привело к разрыву дипломатических отношений с Ватиканом. Окончательное разделение произошло в 1905 году, после отставки правительства Комба.
В 1913 году ВВФ перестал обязывать свои ложи трудиться во славу великого архитектора вселенной. Некоторые ложи пожелали вернуться к теистической масонской практике, которая с их точки зрения была единственной регулярной практикой, и покинули ВВФ, создав «Великую национальную и регулярную ложу для Франции и её колоний», будущую Великую национальную ложу Франции (ВНЛФ).
ВВФ был тесно связан с правительством Рене Вивиани и поддержал его в вопросе с декларацией Первой мировой войны, но оказался в оппозиции после победы национального блока в 1919 году. Здесь великий восток вынужденно оставил политическое поле и на первый план в работах вышли философские размышления.
Между двумя мировыми войнами великий восток по большей части занимался международными вопросами и оказывал значительную помощь испанским республиканцам и итальянским демократам, находящимся под давлением режимов Франко и Муссолини. Также, послушание установило дружеские отношения с большинством европейских послушаний. В эту эпоху в великом востоке возвращается интерес к вопросам исключительно масонского характера. Артур Грусье предлагает провести реформу Французского устава, чтобы вернуть ему символический и инициатический характер. Он даёт разрешение на пробуждение Исправленного шотландского устава, приглашая масонов великого востока по-новому взглянуть на своё символическое наследие.

#### Вторая мировая война и последующая реконструкция послушания

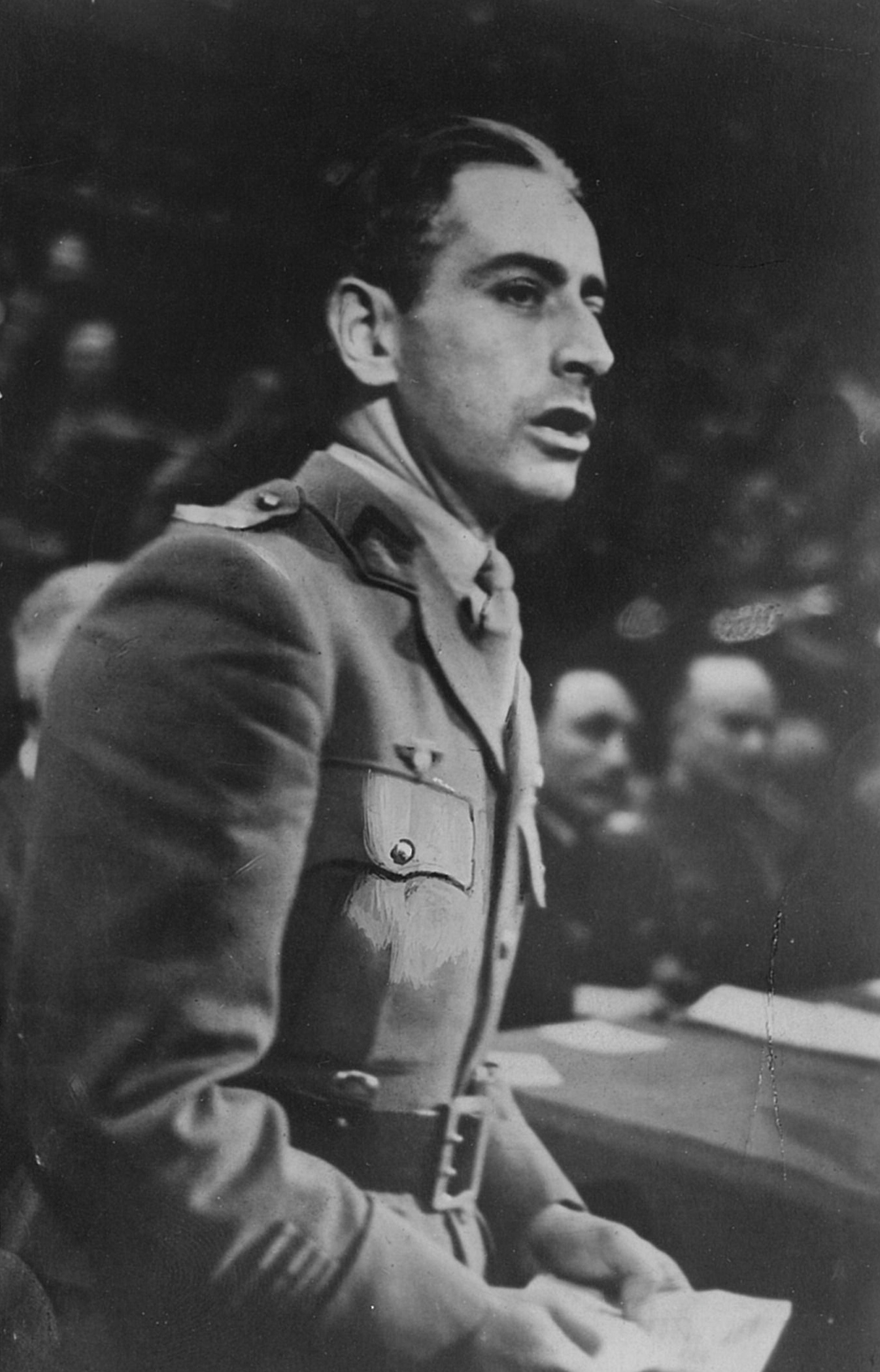
Пьер Броссолет, 18 июня 1943

В 1939 году, когда разразилась война, великий восток был слишком сильно связан с республикой и не смог пережить её краха. В августе 1940 года он был распущен правительственным декретом, однако Гестапо уже приступило к арестам масонов в зоне оккупации. Пропаганда режима Виши представляла масонство как «инструмент в руках евреев» и обвиняло его в поражении страны, так к антимасонству добавился антисемитизм. В 1941 году, в «Официальной газете», были опубликованы списки масонов. Масонам было запрещено занимать публичные должности, иногда немцы или милиция брали их в заложники. Во время Второй мировой войны масоны Великого востока Франции активно участвовали в движении Сопротивления, особенно в сети «Patriam Recuperare» и в различных других движениях. В Лионе ими был создан комитет, объединивший три движения: «Битва», «Освобождение» и «Вольный стрелок». В то же время, режим Виши преследовал масонов. Великий восток и всё франкмасонство потеряло многих масонов, таких как Жан Зе, Пьер Броссолет, Гастон Пуаттвен и Рене Буланже. На момент освобождения Франции великий восток насчитывал 7000 членов, хотя по состоянию на 1939 год его численность составляла 30 000 человек.
В 1945 году, после завершения Второй мировой войны, была предпринята попытка объединения Великого востока Франции и Великой ложи Франции, которая оказалась неудачной. Великий восток пытался восстановить свою численность, провести реконструкцию, найти работу своим членам или хотя бы накормить их. Начиная с середины 1950-х годов великий восток начинает процветать, благодаря эволюционным процессам, происходящим в обществе. Начинается новый этап развития для него и для всех прочих послушаний. В мае 1968 года он поддерживает движение студентов и рабочих, а также светское школьное образование.
Затем последовал долгий период стабильности и численность Великого востока Франции выросла: по состоянию на 1990 год она составляла 31 000 человек, а к 2015 году увеличилась до 52 000 человек (как во Франции, так и за рубежом), 2000 из которых были женщины.

## Принципы
Великий восток Франции занимает особое место во франкмасонстве, во многом это связано с тремя его особенностями: отказ от требований какого-либо вероисповедания от своих членов, приверженность светскости и социальные и республиканские ценности. Члены Великого востока Франции считают прогресс двигателем их размышлений и действий, и этот принцип отражён в их конституции. Они объявляют себя приверженцами абсолютной свободы совести. Также, человек, разделяющий расистские и ксенофобские взгляды или поддерживающий тоталитарные режимы, не может быть принят в Великий восток Франции. ВВФ часто ассоциируется с «левыми» взглядами и большинство его великих мастеров современной эпохи были членами Социалистической партии. Кроме прочего, членам великого востока запрещено принадлежать к Национальному фронту, равно как и к обществам, призывающим к дискриминации, расовой ненависти, а также к сектантским движениям и к любым группам, которые разрушают человека или приводят к его отчуждению.
Ценности послушания совпадают с ценностями Французской республики, великий восток защищает принципы, содержащиеся в его девизе: «Свобода, равенство, братство».

## Организационная структура ВВФ

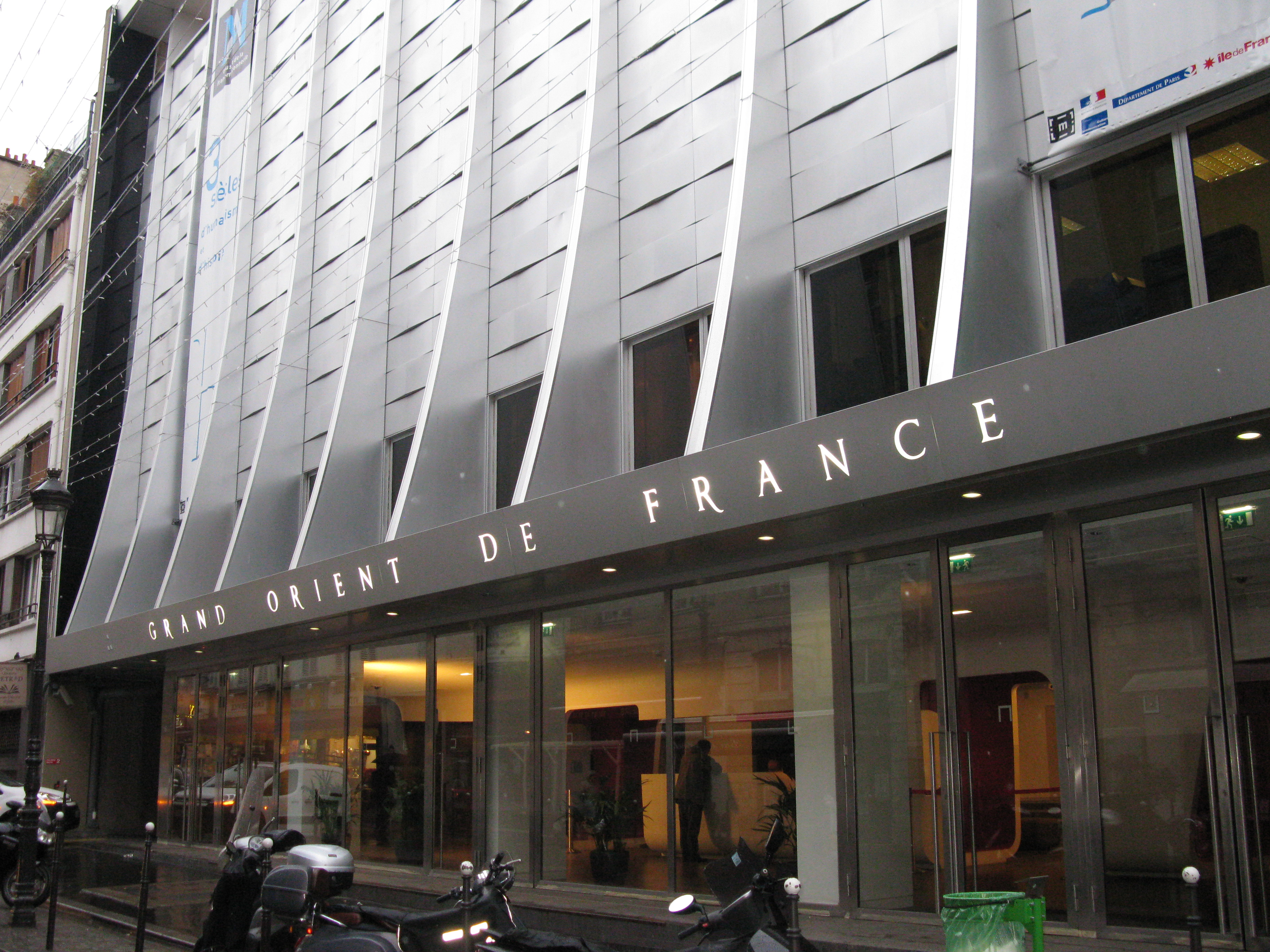
Храм Великого востока Франции на улице Кадэ, 16, в Париже.

Великий восток Франции — это ассоциация, управляемая законом 1901 года и провозглашенная 27 октября 1913 года в Париже. Его штаб-квартира находится на улице Кадэ, 16, в 9 округе Парижа, в историческом здании отеля Великого востока Франции. Принцип разделения законодательной и исполнительной власти соблюдается благодаря системе выборов и обязательной ротации членов — это основная особенность организации Великого востока. Независимая юрисдикция — Палата масонского суда — наблюдает за строгим соблюдением общего регламента и может быть собрана в случае спора между любыми членами послушания. Всеобщее право голосование — это нерушимый принцип, распространяющийся на все структуры.
«Каждый масон должен осознавать особенности нашего послушания и гордиться ими […] Он знает и принимает тот факт, что все органы управления будут выбраны на голосовании и их выборные мандаты будут строго ограничены определенным временным периодом. Таким образом, орден является истинной республикой, Res Publica»

Ги Арсизе

### Конституция и общий регламент
Устав ВВФ выражен в его конституции, определяющей главные принципы франкмасонства. Её дополняет общий регламент, уточняющий принципы функционирования послушания и его лож.
Первая статья конституции дает определение масонства, согласно принципам ВВФ. Принципы, выраженные в этой статье, остаются неизменными с конвента 1877 года, когда пастор и республиканский депутат Фредерик Десмон представил свой доклад, чьё обсуждение привело к голосованию за изменение данной статьи, которое было принято большинством голосов. Её окончательная формулировка, согласно предложению Антуана Блатена на конвенте 1884 года, звучит следующим образом:
«Масонство, организация по большей части филантропическая, философская и прогрессивная, её цель — поиск истины, изучение морали и практика солидарности; оно трудится над материальным и нравственным улучшением, и интеллектуальным и социальным совершенствованием человечества. Оно руководствуется принципами взаимной терпимости, уважения других и самих себя, абсолютной свободы совести. Признавая все метафизические воззрения вопросом личных взглядов его членов, оно отказывается от любых догматических утверждений. Оно придаёт особое значение светскости». «Его девиз: Свобода, Равенство, Братство».
Общий регламент разделен на 11 томов, уточняющих различные аспекты жизни послушания, его лож и членов. Любые изменения в регламенте предлагаются и утверждаются ложами и их представителями, которые ежегодно собираются на конвент, согласно изначальному конституционному принципу Великого востока Франции: «одна ложа — один голос».

### Управление
В зависимости от эпохи, глава Великого востока Франции носил различные титулы: «великий мастер», «великий досточтимый мастер», «великий смотритель», «заместитель великого мастера», «председатель Совета ордена».

#### Совет ордена
ВВФ управляется «Советом ордена», состоящим из 35 членов, избираемых делегатами лож на региональных конгрессах. Совет ордена является органом исполнительной власти. Он выбирает из своего числа председателя Совета ордена. Последний приносит клятву великого мастера и «признаётся за такового» на собрании конвента, после чего получает титул «великий мастер». Ему помогают три заместителя, а также великие офицеры, у каждого из которых есть своя особая обязанность и каждый из которых избирается советом ордена. Мандат великого мастера выдается лишь на один срок, который не может превышать три года. Совет ордена ведёт дела, связанные с материальными нуждами послушания на основании мандатов, выданных конвентом. Роль и компетенции совета регламентированы и уточнены в VI томе общего регламента.

#### Конвент
Ежегодный конвент состоит из делегатов всех лож, он представляет собой законодательное собрание ВВФ. Он контролирует исполнение обязанностей советом ордена и только он имеет право внесения изменений в конституцию и общий регламент, согласно точно определенной процедуре. Также, конвент принимает решения, связанные с финансами, взаимопомощью, имуществом, а также выбирает вопросы, предлагаемые ложам для изучения. Пятый том общего регламента описывает компетенции, структуру, должности и функционирование конвента.

### Ложи и уставы ВВФ
Ложи ВВФ признаются «свободными и суверенными». Каждая ложа — это клетка, имеющая влияние на весь организм в целом, согласно принципу «одна ложа — один голос». Ложи — это единственные структуры в послушании, которые имеют право инициировать новых членов. Они имеют право обсуждать любые вопросы, соблюдая общий регламент послушания, внутренний регламент и устав, в котором работает ложа.
Исторический устав ВВФ — это Французский устав. Он является основным ритуалом для всех лож, и те из них, которые практикуют другой ритуал или специфическую версию французского ритуала, имеют двойной патент.
Большинство лож ВВФ (около 900) работают по французскому ритуалу, большинство из них — в его версии «Грусье». Около 300 оставшихся лож практикуют те уставы, чьими патентами обладает ВВФ. Речь идет как о символических ложах, так и о дополнительных степенях. В ВВФ практикуются следующие уставы:
- Французский устав, систематизированный между 1783 и 1786 годами, затем переработанный в 1858, 1887, 1938, 1955, 1995 и 2001 годах.
- Исправленный шотландский устав, появившийся около 1770 года. Он появился в Великом востоке в мае 1776 года, после заключения договора с шотландскими директориями Оверни, Бургундии и Септимании.
- Древний и принятый шотландский устав, появившийся в 1801 году и присоединённый к ВВФ через конкордат, 5 декабря 1804 года.
- Йоркский устав присоединился к ВВФ после интеграции Великой провинциальной ложи Подветренных островов (Санто-Доминго) древних масонов Йорка в 1804 году.
- Древний и изначальный устав Мемфиса-Мицраима, интегрированный в ВВФ после подписания соглашений 4 августа 1862 года (Мемфис) и 6 марта 1865 года (Мицраим).
- Устав строителей Соломона, разработанный в XX веке под эгидой Великого востока Франции[25].

### Великая коллегия уставов и ВВФ
Великий восток Франции, обладающий патентами (которые никому не передает в распоряжение) нескольких уставов, руководит «символическими» градусами (ученик, подмастерье, мастер) и располагает правом делегировать руководство «дополнительными градусами, или градусами совершенствования». Начиная с 1998 года, это руководство было поручено пяти организациям Великой коллегии ритуалов на основании двухстороннего соглашения с ВВФ. До 1998 года организация Великой коллегии уставов состояла из нескольких организаций, соответствующих различным уставам, практикуемым в ВВФ.
Этими организациями являются:
1. Великая коллегия шотландского устава;
2. Великий всеобщий капитул Французского устава;
3. Великий независимый приорат Исправленного шотландского устава;
4. Великий египетский орден Устава Мемфис-Мицраим;
5. Верховный великий капитул Древнего масонства Йорка.

Цель данных организаций — управление мастерскими дополнительных градусов и исполнение роли хранителей уставов, которые практикуются внутри соответствующих организаций. Следовательно, они не обладают никакой иерархической властью над символическими ложами, которые практикуют собственный ритуал.

### Смешанность

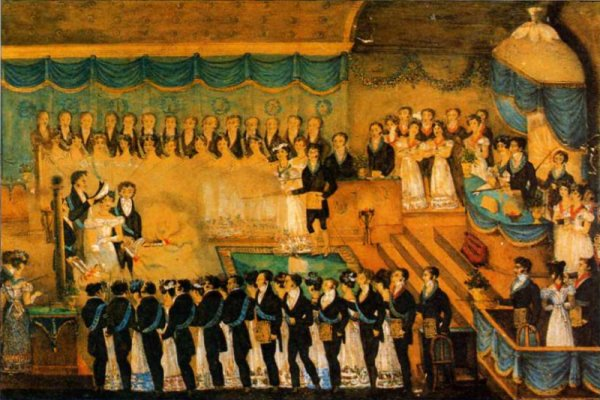
Принятие женщины в Адоптивную ложу

Хотя, начиная со времени своего основания, Великий восток Франции был послушанием принимавшем только мужчин, он никогда не имел ничего против смешанного масонства. Так, в 1775 году он формально признал адоптивный ритуал и принял на себя управление женскими ложами, чтобы «обеспечить их достаточными гарантиями морали». Эти ложи рассматривались, как «дополнение к мужским ложам» и их существование разрешалось лишь там, где существовала законно учрежденная мужская ложа. Согласно регламенту послушания, ложам адоптивного ритуала было запрещено проводить смешанные собрания, кроме как под руководством досточтимого мастера мужской ложи, к которой они относились. Во времена Первой Империи великим мастером Великого востока Франции был назначен брат Наполеона Бонапарта, Жозеф Бонапарт, и распоряжением Камбасереса, также имевшего полномочия великого мастера, Жозефина де Богарне заняла должность великой мастерицы всех адоптивных лож Франции, тем самым сделав масонство более привлекательным и престижным для женщин из нового французского дворянства. После падения Первой империи численность лож значительно уменьшилась, но тем не менее адоптивные ложи продолжали свои работы. В 1851 и 1860 годах вопрос продолжения их существования выносился на обсуждение. Голосование за продолжение их существования было благоприятным и почти единогласным, и Великий восток продолжил управлять ими. Однако, эта практика окончательно угасла в последней четверти XIX века.
Начиная с конца XIX века и на протяжении всего XX века появлялись и развивались смешанные и женские послушания. Этот феномен вдохновил ВВФ начать движение в сторону смешанности под сенью своих достопочтенных лож, которым было разрешено самостоятельно решать: принимать или не принимать в качестве посетителей сестёр, принадлежащих к тем послушаниям, с которыми у ВВФ заключен договор о признании или дружбе, например Le Droit Humain или Великая женская ложа Франции.
В конце 1990-х годов прошли первые посвящения женщин под сенью ВВФ. Ложа «Дельгадо» посвятила женщину, и данная ложа была сразу же исключена из послушания. 24 мая 2008 года ложа «Сражения» также посвятила женщину в храме на улице Кадэ, штаб-квартире Великого востока. Верховная палата масонского суда, вынося заключение по иску об исключении от 27 февраля 2010 года, поданному тогдашним советом ордена, оправдала ложу «Сражения», а также четыре другие ложи, проводившие женские посвящения в том же году. Таким образом, принятие шестерых кандидаток было одобрено, что сделало этих сестёр первыми женщинами, посвященными под сенью ВВФ.
22 января 2010 года, в коммюнике, распространённом в прессе, совет ордена Великого востока официально признал смену гражданского статуса Оливии Шомон. Будучи мужчиной, в 1992 году она была посвящена в ложу «Масонский университет», а затем сменила пол на женский и была признана сестрой Великого востока Франции. В сентябре 2010 года она стала досточтимым мастером своей ложи, что также было первым подобным случаем в современной истории ВВФ. В качестве делегата от своей ложи она участвовала в конвенте, который проходил 2 сентября 2010 года в Виши.
На том же конвенте генеральная ассамблея приняла следующее заявление: «Конвент подтверждает, что принятие в ВВФ осуществляется согласно статье 76 генерального регламента ассоциации и что от кандидата не требуется принадлежности к какому-то определенному полу». Это голосование было интерпретировано, как разрешение посвящать женщин в ложах Великого востока Франции. Из-за несоблюдения формы это голосование было аннулировано верховной палатой масонского суда ВВФ 6 мая 2011 года. Вновь вынесенное на голосование конвента в 2011 году, оно было еще раз аннулировано 11 мая 2012 года той же палатой по тем же самым причинам.
Хотя формулировки регламента и конституции остаются расплывчатыми, но опираясь на решение верховной палаты масонского суда от мая 2010 года и не называя себя смешанным послушанием, в силу принципа свободы каждой ложи, который также касается возможности визитаций сестёр, Великий восток позволяет своим свободным ложам посвящать женщин или аффилировать их согласно всем тем условиям, которые применяются при приёме в Великий восток мужчин.

## Политическая и социальная позиция
Находясь в поле дискуссий между гуманизмом, основанном на религиозности и гуманизмом, основанном на позитивизме, между либералами и социалистами, ВВФ занимает позицию абсолютной свободы совести и отказывается от любых отсылок к Богу, что является основой его гуманистической позиции. Этот выбор связан с произошедшим в 1877 году окончательным отказом от предписаний, которые в 1929 году Объединённая великая ложа Англии обозначила, как «Основные принципы регулярности» и которые запрещают в ложах обсуждение политических и религиозных тем. ВВФ не определяет себя, как политическое объединение, он открыт для всех мужчин (и, в некоторой степени, для женщин) любых политических убеждений, однако, его историческое движение в сторону религиозного адогматизма отталкивает католиков и деистов, в большей степени привлекая республиканцев и социалистов. За всю историю развития ВВФ, подобное положение достигло своего максимума во времена Третьей Республики, когда масонство сыграло важную роль в разработке и принятии нескольких законов. В ту эпоху многие члены послушания участвовали в выборах и избирались депутатами. В ложах ВВФ того времени часто проходили дебаты относительно общества и его законов. Эта активность стала причиной развития активного и воинственного антимасонства, с одной стороны связанного с реакционистами и крайними правыми, а с другой — с роялистами и клерикалами. Они пытались разрушить общественную влиятельность Великого востока, ссылаясь на реальные факты, как, например, «афера формуляров», или измышленные, как афера Лео Таксиля или протоколы сионских мудрецов. Последователи антимасонства ликовали во время Второй мировой войны, когда масонство было запрещено, большинство французских масонских послушаний были закрыты, а их имущество — конфисковано.
В ВВФ существуют постоянные комиссии, изучающие вопросы светскости, биоэтики, устойчивого развития, а также ежегодные темы, изучением которых занимаются ложи ВВФ, помогают защищать главные ценности послушания и формируют его публичную позицию по тем или иным вопросам. Обсуждение и проработка социальных и философских тем продолжают оставаться, наряду с личным инициатическим развитием членов послушания, базовым принципом Великого востока, прописанным в его конституции. С 1854 по 1899 годы эти вопросы назывались «рекомендательной резолюцией конвента» и проистекали из дебатов, проходивших между различными ложами. Сегодня они называются «вопросами для изучения в ложах», их предлагают сами ложи и за них голосуют делегаты конвента. Темы связаны с общей направленностью философии Великого востока, как, например: светскость, общество, этика и символизм. После окончательной проработки эти работы открыто публикуются и поддерживаются деятельностью постоянных комиссий.
Описание общественной позиции послушания будет неполным без одного из важных принципов — солидарности. С 1987 года фонд Великого востока Франции, официально признанный во Франции общественно значимой организацией, занимается гуманитарной помощью и благотворительностью по всему миру. Фонд послушания действует в четырех основных направлениях: помощь жертвам природных катастроф, помощь детям и образованию, гуманитарная помощь в рамках концепции устойчивого развития, меценатство в области культурного наследия. Кроме того, у фонда существует специальная премия, называемая «премией Роже Лерея», которая отмечает действия или работы организаций или отдельных людей, чьи ценности совпадают с ценностями ВВФ.

### Религиозные убеждения
В ВВФ нет чёткого критерия о религиозных взглядах, так как этот вопрос относится к личной свободе совести членов лож. Этот принцип позволяет самим ложам определять, кого они хотят принимать, а кого нет. В ложи допускаются к принятию атеисты и агностики.

## Отношения с другими послушаниями

### Национальные взаимоотношения
Великий восток устанавливает формальные отношения с другими послушаниями через договора о признании или дружбе, и имеет административные отношения с большинством французских послушаний. В 2000-х годах, по результатам встречи пяти французских послушаний, ВВФ стал основателем пространства для совместных обсуждений, ставшего известным как «Французское масонство». В 2001 году это пространство объединило девять французских послушаний, что привело к созданию Института масонства Франции под руководством Роже Дашеза. Эта культурная организация ежегодно проводит «Салон масонской книги». Ассоциация «Французское масонство» была не очень активна в период 2005—2010 годов, но она стала более активной с января 2011 года. Великий восток не признается такими послушаниями, как Великая национальная ложа Франции и Великая ложа Альянс французских масонов и, соответственно, не поддерживает с ними никаких отношений кроме административных, а также обмена информацией о кандидатах, которые были исключены по серьезным причинам, включая причины юридического характера. Тем не менее в мае 2015 года впервые была организована серия встреч между ВВФ и ВНЛФ, которые прошли в отеле Великого востока Франции и были посвящены теме «Масонство и его мифы», где оба послушания, несмотря на разные взгляды на масонство, в братской манере обсудили свои точки зрения и согласились продолжить совместное обсуждение в будущем.

### Международные взаимоотношения
После публичного обращения Великого востока Франции и Великого востока Бельгии, призывавшего ко всемирному объединению масонов, 22 января 1961 года, совместно с одиннадцатью другими адогматическими послушаниями, был основан «Центр связей и информации масонских послушаний, подписавших страсбургское соглашение» (CLIPSAS). Его целью является поддержка и объединение «либеральных масонских послушаний».
В 1996 году ВВФ покинул эту структуру и в 1998 году создал «Международный масонский секретариат адогматических послушаний» (SIMPA). Его штаб-квартира находится в Брюсселе и он объединяет Великий восток и еще 24 послушания.

## Отношение к ВВФ
ВВФ практикует континентальный стиль масонства, который сам ВВФ называет традиционным либеральным масонством. Характерные черты которого дают ему полную свободу религиозных убеждений и активного участия в политической жизни. Это антитеза англосаксонскому масонству, требующему веры в Бога и запрещающему обсуждение религии и политики в ложе. Эти отличия не влияют на другие великие ложи, которые признают ВВФ, поскольку сами следуют таким же принципам, что и ВВФ.

## Деятельность

### Деятельность внутри послушания
Как и все масонские послушания, ложи ВВФ практикуют обряды перехода от «профанского» мира в масонский мир, которые называются «инициацией». Ложи совершенно свободно организуют свои собрания, на которых часто обсуждаются оригинальные темы. Ежегодно они трудятся над «вопросами для изучения лож», которые определяются и утверждаются конвентом и посвящены различным общественным, символическим или философским темам. Синтез работ лож публикуется в открытом доступе.
Уважая свои масонские традиции, ВВФ одновременно является прогрессивным послушанием. Символизм ритуалов предлагает масону иной способ мировосприятия. В данном послушании инициатическая работа каждого масона является как индивидуальной, так и коллективной. Наиболее известными символами, связанными с этим методом, являются наугольник, циркуль и линейка, которые отсылают масонов к основным символическим ценностям и упрощают философские и гуманистические исследования, облачая их в язык символизма.

### Публичная деятельность
Начиная с 2000-х годов, Великий восток стал более открытым по отношению к «профанскому миру», чтобы явно заявить о собственной точке зрения на те или иные вопросы, а также противостоять движению антимасонства. В частности, ВВФ открыто рассказывает о своей истории в своём масонском музее, расположенном в его главном храме. Он был создан в 1889 году, разграблен во время оккупации и вновь открыт для публики в 1973 году. В 2003 году министерство культуры присвоило ему звание значимого музея Франции. Его целью является показать значимость масонства по отношению к эволюции общества, гражданства и прогрессивности.
Через издательство Conform Éditions, ВВФ издаёт масонские журналы: Гуманизм (создан в 1955 году, посвящён истории и общественному анализу), Цепь союза (посвящён символизму и инициатической философии), Хроники масонской истории (посвящён микро-истории спекулятивного масонства), Масонские горизонты (ежегодная публикация вопросов, изучавшихся ложами).
Каждый год, 1 мая, Великий восток проводит публичное шествие, посвящённое погибшим во время парижской коммуны и, в особенности франкмасонам, павшим под ядрами версальских пушек в Кровавую неделю. Обычно, собрание проходит у стены коммунаров на кладбище Пер-Лашез, в Париже.

## Великий восток Франции в России
Первая ложа Великого востока Франции (ВВФ) была открыта в России 28 апреля 1991 года, она получила имя — «Северная звезда». С 1991 по 1997 год было открыто 6 лож: «Северная звезда», «Свободная Россия», «Девять муз», «Северные братья», «Полярная звезда» и «Москва».
В 1996 году декретом великого мастера ВВФ были закрыты все ложи ВВФ на территории России. Ложа «Полярная звезда» в 1997 году перешла в ВЛР.
В 1997 году ВВФ разрешил открыть новую ложу в России, ею стала ложа «Москва». В 1998 году было дано разрешение от ВВФ на возобновление работ ложи «Северная звезда».
В 2006 году ложа «Северная звезда» в связи с малочисленностью прекратила свои работы, а оставшиеся члены ложи перешли в ложу «Москва».
Летом 2012 года, 2/3 членов ложи «Астрея» № 3 ОВЛР приняли решение о выходе из ОВЛР. Осенью того же года вышедшие подали заявление о принятии их в Великий восток Франции. После двух положительных голосований, на конгрессе региона Париж 14 и в совете ордена, ложа «Астрея» была принята в Великий восток Франции. Ложе был присвоен № 6032 в реестре ВВФ. 8 июня 2013 года прошёл ритуал интеграции ложи «Астрея» № 6032 в ВВФ и был выдан патент.

## Список великих мастеров
| - 1771—1792 — Филипп Эгалите - 1804—1806 — Жозеф Бонапарт - 1806—1814 — Жан-Жак-Режи де Камбасерес - 1851—1861 — Принц Люсьен Мюрат - 1861—1865 — Бернар Маньян - 1865—1870 — Эмиль Меллине - 1870—1871 — Леонид Бабо-Ларибьер - 1889—1891 — Фредерик Десмон - 1896—1898 — Фредерик Десмон - 1900—1902 — Фредерик Десмон - 1903—1905 — Луи Лаффер - 1905—1907 — Фредерик Десмон - 1907—1909 — Луи Лаффер - 1909—1910 — Фредерик Десмон - 1910—1911 — Жорж Були - 1911—1913 — Шарль Мари Дебиер - 1913—1920 — Жорж Корно - 1920—1921 — Шарль Мари Дебиер - 1921—1922 — Огюстен Жерар - 1922—1925 — Артур Милле - 1925—1926 — Артур Грусье - 1926—1927 — Жозеф Бренье | - 1927—1930 — Артур Грусье - 1930—1931 — Фредерик Эстебе - 1931—1934 — Артур Грусье - 1934—1936 — Adrien Pouriau - 1936—1940 — Артур Грусье - 1944—1945 — Артур Грусье - 1945—1948 — Francis Viaud - 1948—1949 — Луи Карль Боннар - 1949—1952 — Francis Viaud - 1952—1953 — Paul Chevallier - 1953—1956 — Francis Viaud - 1956—1958 — Marcel Ravel - 1958—1959 — Robert Richard - 1959—1961 — Marcel Ravel - 1961—1964 — Жак Миттеран - 1964—1965 — Поль Анксиона - 1965—1966 — Alexandre Chevalier - 1966—1969 — Поль Анксиона - 1969—1971 — Жак Миттеран - 1971—1973 — Фред Зеллер - 1973—1975 — Жан-Пьер Пруто | - 1975—1977 — Serge Behar - 1977—1978 — Мишель Баруэн - 1979—1980 — Roger Leray - 1981—1985 — Поль Гурдо - 1986—1987 — Roger Leray - 1987—1988 — Жан-Робер Рагаш - 1988—1989 — Christian Pozzo di Borgo - 1989—1991 — Жан-Робер Рагаш - 1992—1994 — Gilbert Abergel - 1994—1995 — Patrick Kessel - 1995—1996 — Christian Hervé - 1996—1997 — Jacques Lafouge - 1997—1999 — Филипп Гульельми - 1999—2000 — Simon Giovanaï - 2000—2003 — Ален Бауэр - 2003—2005 — Bernard Brandmayer - 2005—2005 — Gérard Pappalardo - 2005—2008 — Жан Мишель Кийярдэ - 2008—2010 — Пьер Ламбичи - 2010—2012 — Ги Арсизе - 2012—2013 — Хосе Гулино - 2013—2016 — Даниэль Келлер - 2016—2017 — Кристоф Хабас - 2017—2018 — Филипп Фоссье - 2018—2020 — Жан-Филипп Хубш - 2020—2023 — Жорж Сериньяк - 2023 — Гийом Тришар |